# Большая Лохорта
Большая Лохорта (устар. Большая Лагорта) — река в Шурышкарском районе Ямало-Ненецкого АО. Левая составляющая (с рекой Малая Лохорта) реки Лохорты. Длина реки 56 км, в 18 км от устья по правому берегу впадает приток Изшор.

## Данные водного реестра
По данным государственного водного реестра России относится к Нижнеобскому бассейновому округу, водохозяйственный участок реки — Обь от впадения реки Северная Сосьва до города Салехард, речной подбассейн реки — бассейны притоков Оби ниже впадения Северной Сосьвы. Речной бассейн реки — (Нижняя) Обь от впадения Иртыша.
Код объекта в государственном водном реестре — 15020300112115300030855.